# Hampsonodes obconica
Hampsonodes obconica là một loài bướm đêm trong họ Noctuidae.